# Марчелло, Карлос
Карлос Марчелло (англ. Carlos Marcello; 6 февраля 1910, Тунис — 3 марта 1993, Метери, Луизиана) — американский криминальный авторитет и глава мафии Нового Орлеана с 1947 года до конца 1980-х годов. Роберт Блейки и другие сторонники теории заговора утверждают, что Карлос Марчелло вместе с Санто Трафиканте и Сэмом Джанканой организовал убийство президента США Джона Кеннеди в 1963 году в ответ на федеральное преследование, которое угрожало становившимся всё более прибыльным делам их тайной преступной многомиллиардной международной империи.

## Ранний период жизни
Родился 6 февраля 1910 года у сицилийских иммигрантов Джузеппе и Луиджи Минакоре в городе Тунисе, Французский протекторат Тунис. В 1911 году вместе со своей семьёй Карлос Марчелло иммигрировал в Соединённые Штаты Америки, где они поселились в полуразрушенном доме на плантации недалеко от Метери в приходе Джефферсон, пригороде Нового Орлеана. Его отец взял другую фамилию, чтобы избежать путаницы с начальником на сахарной плантации, где работал. Надзиратель Минакоре придумал ему фамилию Марчелло. Калогеро Минакоре тоже поменяли имя на Карлоса Джозефа Марчелло. У него было восемь братьев и сестёр: Питер, Роуз, Мэри, Паскаль, Винсент, Джозеф-младший, Энтони и Сальвадор Марчелло.
В молодости Карлос Марчелло занимался мелкими преступлениями во Французском квартале. Позже был заключён под стражу в тюрьму за то, что руководил молодежной группировкой, которая совершала вооружённые грабежи в небольших городах, окружающих Новый Орлеан. В то время местные газеты сравнивали его с персонажем Фейгин из романа Чарльза Диккенса «Приключения Оливера Твиста». Позже обвинения были сняты. Однако, уже в следующем году он был осуждён за нападение и грабёж и приговорён к девяти годам тюремного заключения в пенитенциарном заведении штата Луизиана в приходе Уэст-Фелисиана. Попал под амнистию через пять лет. В 1936 году женился на Жаклин Тодаро, и у них было четверо детей: Луиза Хэмптон, Джозеф Марчелло, Флоренс Блэк и Жаклин Дугас.
В 1938 году был арестован по обвинению в продаже более 10 кг (23 фунтов) марихуаны. Несмотря на то, что его осудили на ещё один длительный срок тюремного заключения и штраф в размере 76 830 долларов США, Карлос Марчелло отбыл менее десяти месяцев и заплатил штраф в размере только 400 долларов США благодаря сделке. После освобождения из тюрьмы завязал знакомство с Фрэнком Костелло, лидером преступной семьи Дженовезе в Нью-Йорке. В то время Фрэнк Костелло занимался перевозкой нелегальных игровых автоматов из Нью-Йорка в Новый Орлеан. Карлос Марчелло организовал помощь и организовал размещение игровых автоматов на местном предприятии.

## Криминальный авторитет Луизианы
К концу 1947 года Карлос Марчелло взял под контроль нелегальную игорную сеть Луизианы. Объединил усилия с членом мафии Нью-Йорка Меером Лански для сбора средств из некоторых важных казино Нового Орлеана вскоре после того, как стал сотрудничать с семьёй Хотард. По словам бывших членов «Chicago Outfit», Карлос Марчелло также получал часть денег из казино в Лас-Вегас-Стрип в обмен на предоставление бойцов на сделках с недвижимостью во Флориде. К этому времени он стал крёстным отцом мафии Нового Орлеана благодаря поддержки капореджиме семьи и Национальному преступному синдикату после депортации Сильвестро Кароллы на Сицилию. Карлос Марчелло был главой преступного мира Нового Орлеана в течение следующих тридцати лет. В ходе судебного процесса по вымогательству в 1975 году два свидетеля назвали Карлоса Марчелло крёстным отцом криминалитета Нового Орлеана.
25 января 1951 года Карлос Марчелло предстал перед Комитетом по борьбе с организованной преступностью при сенате США. Он обращался к пятой поправке к Конституции США 152 раза. Комитет назвал Карлоса Марчелло «одним из худших преступников страны». Он продолжил давнюю семейную традицию независимости от вмешательства представителей мафии других семей в Луизиану без его разрешения. 24 марта 1959 года Карлос Марчелло предстал перед Комитетом Макклеллана при сенате США по расследованию организованной преступности. Главным советником комитета был Роберт Кеннеди, а его брат, сенатор Джон Кеннеди, был членом комитета. Во время допроса в комитете Карлос Марчелло применил Пятую поправку и отказался отвечать на любые вопросы, касающиеся его подноготной, трудовой деятельности и партнёров. С тех пор Карлос Марчелло стал открытым врагом семьи Кеннеди. Преступная семья Нового Орлеана часто встречалась в итальянском ресторане «Mosca's» в пригороде Нового Орлеана Эйвондейл, которым владел Карлос Марчелло.

## Судебное преследование
4 апреля 1961 года министерство юстиции США под руководством генерального прокурора Роберта Кеннеди провело задержание Карлоса Марчелло, совершившего, как он предполагал, обычное посещение иммиграционной службы в Новом Орлеане, а затем депортировало его в Гватемалу. Два месяца спустя он вернулся в Новый Орлеан и стал успешно бороться с усилиями правительства по его депортации. Иммиграционным адвокатом был Джек Вассерман.
В ноябре 1963 года Карлос Марчелло предстал перед судом за «заговор с целью обмануть правительство Соединённых Штатов путём получения ложного гватемальского свидетельства о рождении» и «заговор с целью помешать правительству Соединённых Штатов при осуществлении депортации Карлоса Марчелло». В том же месяце он был оправдан по обоим обвинениям. Однако, в октябре 1964 года он был обвинён в «заговоре с целью воспрепятствовать правосудию, назначив присяжного [Рудольфа Хейтлера] и планирование убийства правительственного свидетеля [Карла Нолла]». Адвокат Карлоса Марчелло признал, что Хейтлер был подкуплен, но сказал, что нет никаких доказательств, чтобы связать эту взятку с его клиентом. Карл Нолл отказался давать показания против Карлоса Марчелло по этому делу и тот был оправдан по обоим обвинениям.
В сентябре 1966 года 13 членов преступных семей Нью-Йорка, Луизианы и Флориды были арестованы за «общение с известными преступниками» в ресторане «La Stella» в Куинсе, Нью-Йорк. Однако, впоследствии обвинения были сняты. Вернувшись в Новый Орлеан через несколько дней, Карлос Марчелло был арестован за нападение на агента ФБР. Суд признал его виновным и приговорил к двум годам лишения свободы, но он отсидел менее шести месяцев.
В 1981 году Карлос Марчелло, Обри Янг (бывший помощник губернатора Луизианы Джона Маккитена), Чарльз Рёмер, II (бывший комиссар администрации губернатора Эдвина Эдвардса) и двое других мужчин предстали перед окружным судом США в Восточном округе Луизианы в Новом Орлеане по обвинению в сговоре, рэкете, мошенничеством с использованием почты в рамках системы подкупа государственных чиновников с целью подписания пятимиллиардных страховых контрактов. Обвинения были предъявлены в результате расследования Федерального бюро расследований, получившего известность как «BriLab». Судья Федерального окружного суда США Мори Сир разрешил тайно записывать разговоры, которые, по его словам, демонстрировали коррупцию на самых высоких уровнях государственного управления. Карлос Марчелло и Чарльз Рёмер были осуждены, а Янг и двое других — оправданы.

## Убийство Джона Кеннеди
В 1978 году в ходе расследования убийства Джона Кеннеди Выборный комитет палаты представителей по расследованию убийств сделал заявление, что убийство Ли Харви Освальда Джеком Руби является основанием для подозрения организованную преступность в возможной причастности организации этих действий. В своём расследовании Выборный комитет отметил наличие связей как Ли Харви Освальда, так и Джека Руби, с фигурами, имеющими отношения с преступной семьёй Карлоса Марчелло. В их отчёте говорилось: «Комитет обнаружил, что у Марчелло были мотивы, средства и возможности убить президента США Джона Кеннеди, хотя и не смогли установить прямых доказательств его соучастия».
В книге «Fatal Hour: The Assassination of President Kennedy By Organized Crime» авторы Ричард Биллингс и Роберт Блейки (который был главным консультантом Выборного комитета палаты представителей по расследованию убийств и ранее был специальным юристом в Отделе по расследованию уголовных дел, связанных с организованной преступностью и рэкетом при министерстве юстиции США (генеральный прокурор Роберт Кеннеди) пришли к выводу, что убийство президента Джона Кеннеди было спланировано и совершено Карлосом Марчелло и заговорщиками. Они утверждают, что их книга излагает доказательства, которые были подтверждены дополнительными источниками и официальными отчётами, выпущенными в последующие годы.
В своей книге 1989 года «Mafia Kingfish: Carlos Marcello and the Assassination of John F. Kennedy» автор Джон Хэги Дэвис указал, что Карлос Марчелло причастен к убийству Джона Кеннеди. В книге сказано, что Ли Харви Освальд и Джек Руби имели «прочные связи» с Карлосом Марчелло. Джон Хэги Дэвис утверждает, что Джек Руби управлял криминальными делами в Далласе под руководством Джозефа Кампизи.
В своей автобиографии 1994 года «Mob Lawyer» адвокат Фрэнк Рагано указал, что в 1963 году передал сообщение от лидера профсоюза «Teamsters» Джимми Хоффы для Карлоса Марчелло и Санто Трафиканте, в котором призывал двух боссов мафии убить Джона Кеннеди. Позже Фрэнк Рагано заявил, что за четыре дня до смерти Санто Трафиканте рассказал ему, как он и Карлос Марчелло организовали убийство президента Джона Кеннеди.
В книге 2013 года «The Hidden History of the JFK Assassination» Ламар Уолдрон указал, что Карлос Марчелло руководил организацией убийства Джона Кеннеди. По словам Ламара Уолдрона, Карлос Марчелло признал свою причастность к убийству во время разговора с двумя заключёнными во дворе Федерального исправительного учреждения в Тексаркане, штат Техас. Он также представил рассказ заключённого Джека Вана Ланингэма, который в 1985 году заявил, что Карлос Марчелло хвастался ему как руководил убийством Джона Кеннеди, и сбивал с толку прессу, ФБР и ЦРУ. По словам Уолдрона, Карлос Марчелло нанял двух наёмных убийц из Канады и Европы, назначив Ли Харви Освальда «козлом отпущения» и заказав последующее убийство заговорщиков и свидетелей, которые могли бы стать информаторами, в том числе и бандитов Джона Розелли и Сэма Джанкану.
По словам следователя и писателя Чарльза Брандта: «Находясь в федеральной тюрьме Тексарканы, в течение двухдневного периода, когда у Марчелло были проблемы с кровяным давлением, и его отправили в тюремную больницу, он говорил с медицинскими работниками так, будто они были членами его преступной семьи. В трёх случаях он сказал им, что только что встретился в Нью-Йорке с Энтони Провензано, и они скоро будут радоваться, так как собираются убить этого улыбающегося Кеннеди в Далласе».

## Смерть
В начале 1989 года Карлос Марчелло перенёс серию инсультов. В июле 1989 года 5-й окружной апелляционный суд США неожиданно отменил обвинительный приговор по делу «BriLab». Один из судей отказывался пересмотреть приговор, но затем изменил своё решение. В октябре 1989 года, после того, как Карлос Марчелло отбыл в местах лишения свободы шесть лет и шесть месяцев, он был освобождён и вернулся к своей семье. Журналистам Карлос Марчелло сказал, что вышел на пенсию и он счастлив. Последние годы проживал в своём двухэтажном особняке из белого мрамора с видом на поле для гольфа в Метери, о нём заботились медсёстры и члены семьи. Скончался 2 марта 1993 года.